# 埃里克·克罗克福德
埃里克·克罗克福德（英語：Eric Crockford，1888年10月13日—1958年1月17日），英国男子板球、曲棍球运动员。他曾代表英国国家队参加1920年夏季奥林匹克运动会曲棍球比赛，获得一枚金牌。